# Friedrich Kayßler

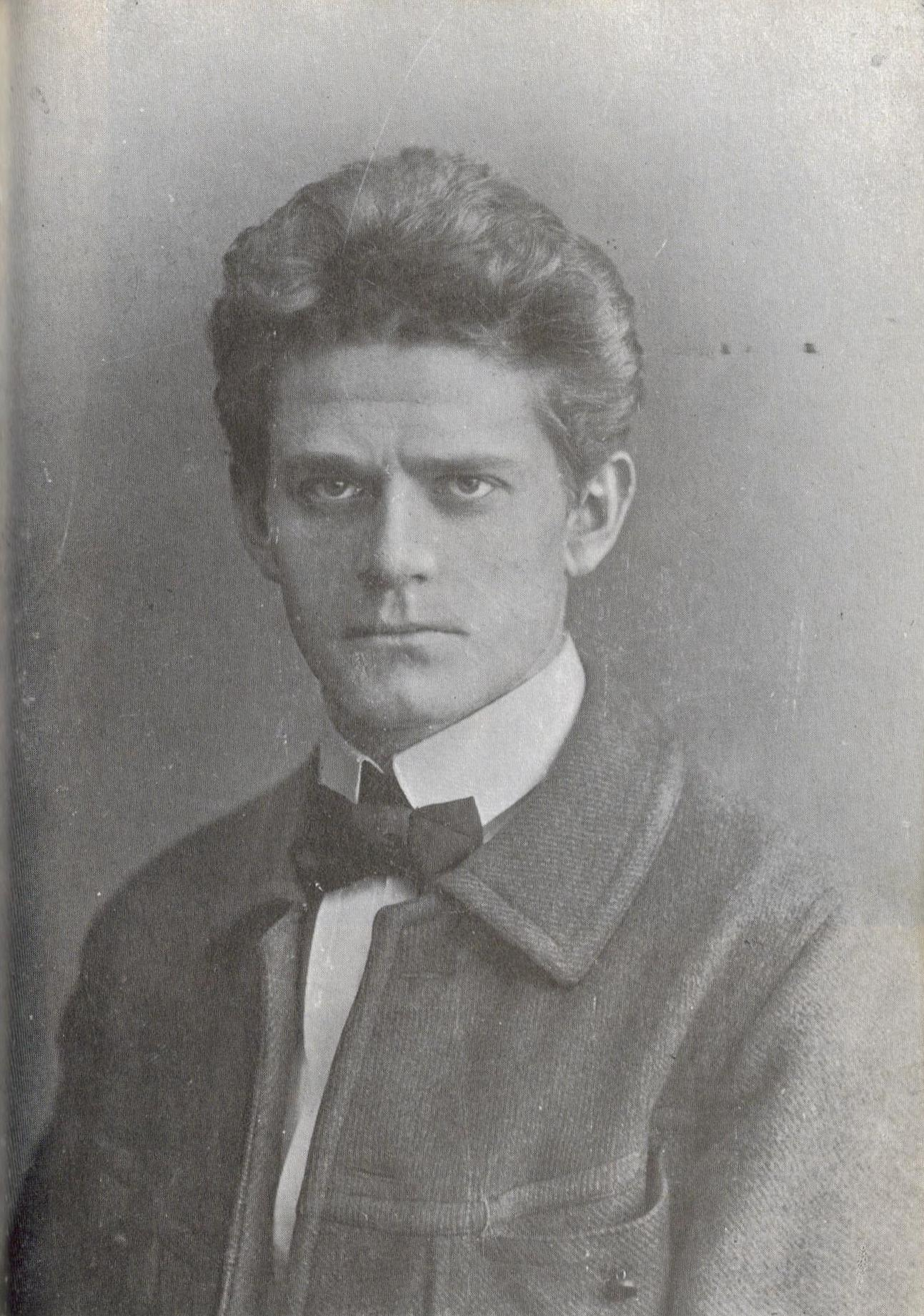
Friedrich Kayssler

Friedrich Kayßler (nasceu Friedrich Martin Adalbert Kayssler; Nowa Ruda, 7 de abril de 1874 – Kleinmachnow, 30 de abril de 1945) foi um ator de teatro e cinema alemão. Ele atuou em 56 filmes mudos entre 1913 e 1945.

## Filmografia selecionada
- The Tunnel (1915)
- Tragedy in the House of Habsburg (1924)
- Gräfin Donelli (1924)
- Mother and Child (1924)
- The Broken Jug (1937)
- The Hound of the Baskervilles (1937)
- Anna Favetti (1938)
- The Fox of Glenarvon (1940)

Trabalhos
- Simplicius (1905)
- Sagen aus Mijnhejm (1909)
- Schauspielernotizen (1910–1914)
- Jan der Wunderbare (1917)
- Zwischen Tal und Berg der Welle (1917)
- Stunden in Jahren (1924)